# فرودگاه وتز لندینگ
فرودگاه وتز لندینگ  (به انگلیسی: Watts Landing Airport)  یک فرودگاه خصوصی   است که یک باند فرود چمن دارد و طول باند آن ۴۳۴ متر است. این فرودگاه در  کشور ایالات متحده آمریکا قرار دارد و در ارتفاع ۴۷ متری از سطح دریا واقع شده است.